# Buday Barna

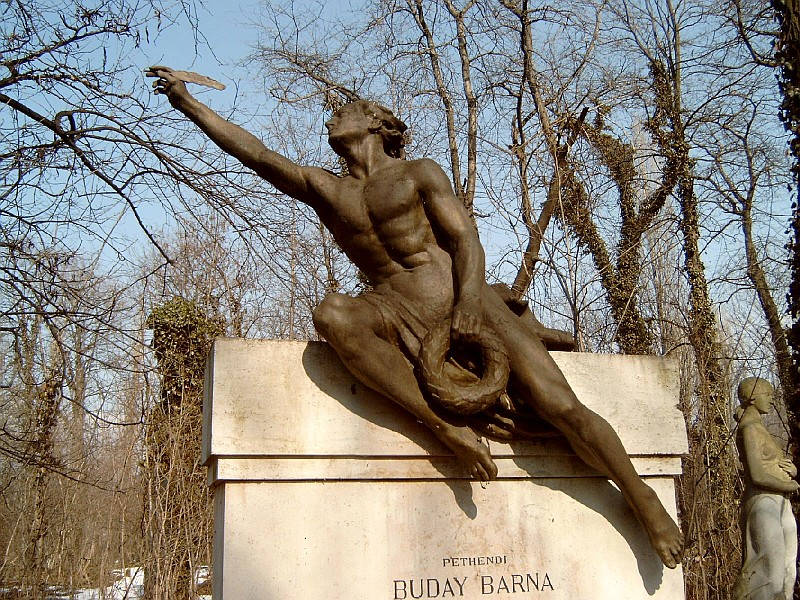
Buday Barna sírja Budapesten. Kerepesi temető: 48/4-1-2. Horvay János szobra.

Buday Barna, pethendi (Ófehértó, 1870. május 9. – Budapest, 1936. október 1.) agrárpolitikus és publicista. 

## Pályafutása
A debreceni és a kassai gazdasági tanintézet elvégzése után rövid ideig Majláth József gróf ófehértói gazdaságában gyakornok volt jószágigazgató édesapja mellett, majd saját gazdaságukat vette át. 1892-ben az Országos Magyar Gazdasági Egyesület (OMGE) szolgálatába lépett, segédtitkárrá választották. Később a Köztelek c. lap szerkesztője, majd 1926-tól főszerkesztője lett. 1906-ban a szászsebesi kerület alkotmánypárti programmal képviselőjévé választotta. 1924-ig országgyűlési, ill. nemzetgyűlési képviselő volt. 1920-25 között az Országos Földbirtokrendező Bíróság rendes tagja volt, ugyanígy az Országos Kísérletügyi Tanácsnak is. Társelnöke volt a „Falu” Országos Földmíves Szövetségnek, 1921-től az Országos Kivándorlási Tanácsnak helyettes elnöke volt. 1926-tól az Országos Gazdasági Szakoktatási Tanács ügyvezető alelnökévé, s a Tanulmányi Bizottság elnökévé nevezte ki a földművelésügyi miniszter, s az utóbbi által létesített szociálpolitikai bizottságnak is tagja lett. 1926-tól az OMGE igazgatója és a Gazdasági Szakoktató Tanács alelnöke volt, 1931-től felsőházi tag lett, mint az OMGE által javasolt, s a kormányzó által kinevezett két tag egyike.
Igazgatósági tagja volt csaknem valamennyi agrárszövetkezeti és gazdatársadalmi intézménynek.

## Kitüntetései
- Ferenc József-rend tiszti keresztje, 1918
- M. kir. gazdasági főtanácsosi cím, 1920
- A gazdatársadalom 1925-ben megbecsülése jeléül aranytollal tüntette ki.
- A Magyar Érdemkereszt II. osztálya, 1930

## Publicisztikai tevékenysége
Termékeny mezőgazdasági író volt. Károlyi Sándor gróf meghívására 1901-től 1905-ig felelős szerkesztője lett a Hazánk című, majd ennek utódja, az Ország című napilapnak egészen 1906 novemberéig, annak megszűnéséig. Már korábban szerkesztette a Független Újságot (Néplap, 1900), a Magyarország közgazdasági rovatának rendes munkatársa, 1906-1911-ig a Magyar Hírlap vezércikkírója volt. 1910-ben a Magyar Földműves néplap felelős szerkesztője lett. 1920-ban szerkesztette A Falu című folyóiratot. Az Új Barázda napilap és a Vasárnap főmunkatársa volt 1920-1925 között. 1926-tól a Budapesti Hírlap belső munkatársa lett.

## Műveiből

### Agrárpolitikai művei
- Milyen legyen a telepítési törvény? In: Magyar Gazdák Szemléje 1908. 708-714.
- Gabona-uzsora (Budapest, 1889, Barnabás néven)
- Adatok Magyarország gyümölcstermeléséhez (Budapest, 1896)
- A szocialista izgatások hatása a nép erkölcsére és anyagi életére (Budapest, 1907)
- Időszerű kérdések, munkabérek, földbirtokmegoszlás vizsgálata a kivándorlás szempontjából (Budapest, 1909)
- Magyar problémák (Budapest, 1917)
- A szociáldemokrácia és a polgárság (Budapest, 1919)
- Gróf Károlyi Sándorról (Budapest, 1927)
- Magyar fényképek (Budapest, 1927)

### Szerkesztőként
- A Köztelek szótára, Budapest, 1917. 60 oldal
- A Székely Kongresszus szervezete, tagjainak névsora. Budapest, 1902, 460 oldal
- Sorozatszerkesztője volt a Köztelek olcsó könyvtára sorozatnak

I. évf. 5-7. füzet Hreblay Emil:Baromfitenyésztés. A gazdasági baromfitenyésztésre vonatkozó általános tudnivalók és a gazdasági baromfifajták ismertetése. Budapest, 1912
II. évf. 4. füzet Dorner Béla: Sertéstenyésztés. Budapest, 1921
II. évf. 9. füzet Winkler János: Baromfihízlalás és értékesítés. Budapest, 1910
III. évf. 1. füzet Dr. Rodiczky Jenő: A méhészet vezérfonala. Budapest, 1911
III. évf. 7-8. füzet Matlaszkovszki Tádé: Kisgazdaságok berendezése. Budapest, 1911
IV. évf. 1-2. füzet Fend Károly: Szőlőművelés. Budapest, 1912
IV. évf. 3. füzet Ujhelyi Imre: A tejgazdaság dióhéjban. Budapest, 1912
- Ugyanígy a Köztelek gazdasági könyvtára című sorozatnak is szerkesztője:

Takács Gyula: Vetőburgonya-termelés. Köztelek Gazdasági Könyvtára, 1927
Czapáry Bertalan: Virágtenyésztés. Budapest, 1926

### Szépirodalmi műveiből
- Karikás János csodálatos kalandjai. Budapest, 1912. B. B. álnéven
- Derült égbolt alatt. Singer és Wolfner Új Idők Irodalmi Intézet Rt. Budapest, Év n.
- Pihenő. Pátria Irodalmi Vállalat és Nyomdai Rt. Budapest, Év n.
- Búzakalász. Gazdálkodó ifjak, leányok könyve. (Az általános továbbképző népiskolák A. évfolyama és I. osztálya számára). Többekkel. Budapest, 1936
- Titkok földje. Falu Könyvtár. Budapest, 1922
- A rögöktől a csillagokig. Budapest, 1930

Buday Barna levele Krúdy Gyulához 

## Emlékezete
- Az OMGE "Buday Barna-díjat" alapított, melyet 1940-ben ítéltek első ízben oda Groffits Gábornak (1880-1957) a Magyaróvári Királyi Gazdasági Akadémia első dékánjának, a szakoktatás terén kifejtett érdemeinek elismeréséül.
- Sírja a Kerepesi temetőben áll, Horvay János műve.

Sírfelirata: „Az OMGE főszerkesztő igazgatója. A magyar gazdatársadalom aranytollú írója.” 
Sírverse:
„A magyar földé volt szíve-lelke
melynek mulandó testét adta itt.
Szárnyaló lelke céljára lelve
szállt a rögöktől a csillagokig.”
(Buday Barnáné)